# Antirrhinum australe
Antirrhinum australe är en grobladsväxtart som beskrevs av Werner Hugo Paul Rothmaler. Antirrhinum australe ingår i släktet lejongapssläktet, och familjen grobladsväxter. Inga underarter finns listade i Catalogue of Life.